# Такаші Адзума
Такаші Адзума (яп. 東 孝, Адзума Такаші; 22 травня 1949 — 3 квітня 2021) — японський майстер бойових мистецтв, засновник Кудо (空道), президент Міжнародної федерації Кудо та засновник школи бойових мистецтв Дайдо-Дзюку.

## Біографія
Народився 22 травня 1949 року в місті Кесеннума, префектура Міяґі, Японія. У 1965 році, під час навчання в середній школі, почав займатися дзюдо, що стало його першим знайомством із будо — японськими бойовими мистецтвами.
У 1969 році вступив до університету Васеда на факультет філософії. У 1971 році приєднався до головного офісу Кьокусінкайкан, організації, що керувала стилем карате Кьокусінкай. У 1972 році заснував секцію Кьокусінкай карате в університеті Васеда.
Протягом 1970-х років активно брав участь у змаганнях з Кьокусінкай карате, досягаючи значних успіхів. Зокрема, у 1974 році посів друге місце на 6-му Всеяпонському турнірі з Кьокусінкай карате, а в 1977 році виграв 9-й Всеяпонський турнір.

## Заснування Дайдо-Дзюку та Кудо
У 1981 році, незадоволений обмеженнями та високим рівнем травматизму в Кьокусінкай, Адзума вирішив створити власний стиль бойових мистецтв, який поєднував би ефективність, безпеку та реалістичність. Так виник стиль Дайдо-Дзюку (大道塾), що згодом еволюціонував у Кудо — сучасне бойове мистецтво, яке поєднує елементи карате, дзюдо та інших дисциплін.
Кудо вирізняється використанням захисного спорядження, що дозволяє включати удари в голову, кидки, больові прийоми та боротьбу в партері, зменшуючи ризик серйозних травм. Це зробило Кудо привабливим як для спортсменів, так і для широкої аудиторії.

## Міжнародна діяльність
З 1983 по 1996 рік у Японії було відкрито понад 80 відділень Дайдо-Дзюку. У 1993 році Адзума провів перший міжнародний семінар у Владивостоці, Росія. Згодом Кудо поширилося в багатьох країнах, включаючи Росію, Україну, Естонію, Білорусь, Латвію, Молдову, Литву, Казахстан, Азербайджан, США, Австралію, Чилі, Індію, Бразилію та Іран.

## Досягнення та звання
- 9-й дан з Кудо
- 6-й дан з Кьокусінкай карате
- 3-й дан з дзюдо

Адзума також відомий своїми демонстраціями сили. На турнірі Хокутокі в 1991 році він розбив рукою 10 льодових плит, у 1995 році встановив світовий рекорд, розбивши 12 плит, а в 2001 році на першому чемпіонаті світу побив власний рекорд, розбивши 13 льодових плит.

## Смерть
Такаші Адзума помер 3 квітня 2021 року у віці 71 року від раку шлунка.